# بارنباخ
بارنباخ (بالألمانية: Bärnbach) هي أصغر مدينة في منطقة فويتسبرغ بولاية شتايرمارك، النمسا.